# Hirmoneura priscila
Hirmoneura priscila är en tvåvingeart som beskrevs av Bernandi 1977. Hirmoneura priscila ingår i släktet Hirmoneura och familjen Nemestrinidae. Inga underarter finns listade i Catalogue of Life.